# Elisa Garrido González
Elisa M. Garrido González es una historiadora española especializada en historia de la mujer en la Antigüedad clásica e historia social del mundo romano. Es profesora titular de Historia Antigua de la Universidad Autónoma de Madrid.

## Trayectoria profesional
Entre 1977 y 1982 fue encargada de curso en la Universidad Autónoma de Madrid. 
A partir de 1982, y hasta 1984 estuvo como Profesora Excl RDL 28/1982 OM 22/10/1982. Historia Antigua, Medieval, Paleografía y Diplomática en la misma universidad. Además, fue en este período docente cuando Elisa M. Garrido González se doctoró (enero de 1983).
Finalmente, entre 1985 y 2015, fue profesora titular de universidad en Historia Antigua, Medieval, Paleografía y Diplomática en la Universidad Autónoma de Madrid.

## Obra
Libros
- 1997 - Historia de las mujeres en España, (ed.)(coord. por Pilar Folguera Crespo, Margarita Ortega López, Cristina Segura Graíño), Síntesis, ISBN 84-7738-525-4[2]
- 1987 - Los Gobernadores provinciales en el occidente bajo-imperial, Universidad Autónoma de Madrid, ISBN 84-7477-096-3
- 1986 - La mujer en el mundo antiguo : actas de las V Jornadas de Investigación Interdisciplinaria : Seminario de Estudios de la Mujer, Universidad Autónoma de Madrid, ISBN 84-7477-079-3

Artículos
- En Dialnet se recogen numerosos artículos en revistas y capítulos de libros de Elisa M. Garrido González en Dialnet

- 1984 - Observaciones sobre un Emperador cristiano: Fl. Jul. Constante, Lucentum: Anales de la universidad de Alicante. Prehistoria, arqueología e historia antigua, ISSN 0213-2338, Nº 3, 1984, pags. 261-278
- 1984 - Una aproximación al conocimiento de la administración provincial del siglo IV: La diócesis de Thracia, Faventia, Any: 1984 Vol.: 6 Núm.: 2